# The Strength / The Sound / The Songs
The Strength / The Sound / The Songs ist das Debütalbum der dänischen Metal-Band Volbeat. Das Album wurde am 26. September 2005 via Rebel Monster Records veröffentlicht. In Dänemark wurde das Album mit Doppelplatin ausgezeichnet.

## Entstehung
Aufgenommen wurde das Album zwischen dem 17. – 28. Juli 2004 in den Hansen Studios in der dänischen Stadt Ribe. Die Lieder „Pool of Booze, Booze, Booza“, „Soulweeper“, „Danny & Lucy (11pm)“ und „Alienized“ stammen vom Beat the Meat-Demo, welches im Oktober 2003 ebenfalls in den Hansen Studio aufgenommen wurde. Für das Album wurden die fünf Lieder neu aufgenommen. Das sechste Lied des Demos „Boa“ wurde für das zweite Volbeat-Album Rock the Rebel / Metal the Devil neu aufgenommen.
Produziert und gemischt wurde das Album von Jacob Hansen. Eigentlich sollte das Album Rebel Monster heißen und bei „New Aeon Media“, einem Unterlabel von Karmageddon Media erscheinen. Letztendlich unterschrieb die Band bei Rebel Monster Records, einem Unterlabel von Mascot Records. Rebel Monster Records benannte sich nach dem gleichnamigen Volbeat-Lied „Rebel Monster“.

## Hintergrund
Alle Texte wurden von Michael Poulsen geschrieben. Die Musik schrieb Michael Poulsen und Volbeat. „I Only Wanna Be with You“ wurde von Mike Hawker und Ivor Raymonde geschrieben und ist eine Coverversion eines Dusty-Springfield-Hits aus dem Jahre 1963. Michael Poulsen und Jon Larsen fingen eines Tages im Proberaum an, das Lied zu spielen. Nachdem die anderen Bandmitglieder von dem Resultat begeistert waren, begann die Band, das Lied live zu spielen.
Der „Fire Song“ und „Danny & Lucy (11pm)“ handeln von einem jungen Pärchen. Danny ist 28 Jahre alt und drogenabhängig, seine Freundin Lucy ist 16 Jahre alt. Im ersten Lied flüchten beide vor Lucys Eltern. Im zweiten Lied verunglücken die zwei mit ihrem Auto. Die Geschichte wird auf dem folgenden Album Rock the Rebel / Metal the Devil mit dem Lied „Mr & Mrs Ness“, den Eltern von Lucy, fortgesetzt. Der Text von „Caroline #1“ besteht ausschließlich aus Elvis-Presley-Songtiteln und basiert auf dem Presley-Lied „Sweet Caroline“. Auf diese Weise zollt Michael Poulsen einem seiner Idole Tribut. Das Lied „Always, Wu“ schrieb Poulsen für einen Freund, der fast an Krebs gestorben wäre.
Der Albumtitel hat laut Poulsen keine tiefere Bedeutung. The strength (engl.: Die Stärke) steht für die harte Arbeit, die die Band geleistet hat. The sound (engl.: Der Klang) steht dafür, dass Volbeat ihren Sound gefunden haben. The songs (engl.: Die Lieder) steht dafür, dass der Hörer zu den Liedern mitsingen kann.

## Rezeption
Das deutsche Magazin Rock Hard gab dem Album die Höchstnote 10. Laut Frank Albrecht würde es die Band schafften, „zu jeder Sekunde atemberaubend zu klingen“ und den Hörer „auf eine emotionale Achterbahnfahrt zu schicken“. Dazu kämen „tonnenweise Gänsehautharmonien und Texte, die dich bei Herz, Nieren und Eiern packen“ sowie eine „kantige Produktion, ein hübsch gestaltetes Booklet und eine arschcoole Coverversion von ´I Only Wanna Be With You´“.
The Strength / The Sound / The Songs verkaufte sich in Dänemark über 5.000 Mal und erreichte Platz 18 der dänischen Albumcharts. Es war das erste Album einer dänischen Hard-Rock-/Heavy-Metal-Band seit über 20 Jahren, das es in die Top 20 schaffte.
Bei den Danish Metal Awards erhielt das Album den Preis für das beste Debütalbum des Jahres 2005. Drei der größten dänischen Zeitungen, Berlingske Tidende, Politiken und Jyllands-Posten, wählten The Strength / The Sound / The Songs zu den zehn besten Veröffentlichungen des Jahres 2005.

## Gold und Platin
| Land/Region        | Auszeichnungen für Musikverkäufe (Land/Region, Auszeichnung, Verkäufe) | Verkäufe |
| ------------------ | ---------------------------------------------------------------------- | -------- |
| Dänemark (IFPI)    | 2× Platin                                                              | 80.000   |
| Deutschland (BVMI) | Gold                                                                   | 100.000  |
| Insgesamt          | 1× Gold · 2× Platin ·                                                  | 180.000  |

## I Only Wanna Be with You-Single
1. I Only Wanna Be with You – 2:44
2. Soulweeper – 3:40
3. I Only Wanna Be with You (Musikvideo)